# Rodrigo Follé
Rodrigo Follé Fellazo (Veranópolis, Brasil el 24 de febrero de 1984) es un exfutbolista brasileño naturalizado mexicano, se desempeñaba como defensa lateral o volante.

## Trayectoria
Su formación fue en las fuerzas básicas de los Tigres de la UANL aunque no llegó a subir al primer equipo de primera división, debutó como profesional en su filial de la Primera División 'A' con el Tigrillos Broncos el 21 de agosto de 2004 en un partido enfrentando a los Alacranes de Durango.

### Clubes
| Club                       | País                | Año         | Partidos | Goles |
| -------------------------- | ------------------- | ----------- | -------- | ----- |
| Tigrillos Broncos          | México              | 2004        | 10       | 1     |
| Delfines de Coatzacoalcos  | México              | 2005        | 10       | 0     |
| Lobos B.U.A.P.             | México              | 2005 - 2007 | 62       | 4     |
| Alacranes de Durango       | México              | 2007 - 2009 | 57       | 5     |
| Dorados de Sinaloa         | México              | 2010        | 15       | 0     |
| Correcaminos U.A.T.        | México              | 2010        | 11       | 0     |
| Universidad de Guadalajara | México              | 2011 - 2012 | 38       | 5     |
| Dorados de Sinaloa         | México              | 2012        | 22       | 1     |
| Universidad de Guadalajara | México              | 2013 - 2014 | 43       | 3     |
| Lobos B.U.A.P.             | México              | 2015        | 8        | 1     |
| Alebrijes de Oaxaca        | México              | 2015        | 14       | 1     |
| Universidad de Guadalajara | México              | 2016        | 11       | 0     |
| Total en su carrera        | Total en su carrera | 2004 - 2016 | 301      | 21    |

## Estadísticas

### Clubes
| Tigrillos Broncos · México          |               |               |     |    |    |   |   |    |     |    |
| 2ª                                  | 2004          | 10            | 1   | -  | -  | - | - | 10 | 1   |    |
| Total club                          | Total club    | 10            | 1   | -  | -  | - | - | 10 | 1   |    |
| Delfines de Coatzacoalcos · México  |               |               |     |    |    |   |   |    |     |    |
| 2ª                                  | 2005          | 10            | 0   | -  | -  | - | - | 10 | 0   |    |
| Total club                          | Total club    | 10            | 0   | -  | -  | - | - | 10 | 0   |    |
| Lobos B.U.A.P. · México             |               |               |     |    |    |   |   |    |     |    |
| 2ª                                  | 2005-06       | 32            | 3   | -  | -  | - | - | 32 | 3   |    |
| 2ª                                  | 2006-07       | 30            | 1   | -  | -  | - | - | 30 | 1   |    |
| 2ª                                  | 2015          | 3             | 0   | 5  | 1  | - | - | 8  | 1   |    |
| Total club                          | Total club    | 65            | 4   | 5  | 1  | - | - | 70 | 5   |    |
| Alacranes de Durango · México       |               |               |     |    |    |   |   |    |     |    |
| 2ª                                  | 2007-08       | 27            | 1   | -  | -  | - | - | 27 | 1   |    |
| 2ª                                  | 2008-09       | 14            | 0   | -  | -  | - | - | 14 | 0   |    |
| 2ª                                  | 2009          | 16            | 4   | -  | -  | - | - | 16 | 4   |    |
| Total club                          | Total club    | 57            | 5   | -  | -  | - | - | 57 | 5   |    |
| Dorados de Sinaloa · México         |               |               |     |    |    |   |   |    |     |    |
| 2ª                                  | 2010          | 15            | 0   | -  | -  | - | - | 15 | 0   |    |
| 2ª                                  | 2012          | 16            | 1   | 6  | 0  | - | - | 22 | 1   |    |
| Total club                          | Total club    | 31            | 1   | 6  | 0  | - | - | 37 | 1   |    |
| Correcaminos U.A.T. · México        |               |               |     |    |    |   |   |    |     |    |
| 2ª                                  | 2010          | 11            | 0   | -  | -  | - | - | 11 | 0   |    |
| Total club                          | Total club    | 11            | 0   | -  | -  | - | - | 11 | 0   |    |
| Universidad de Guadalajara · México |               |               |     |    |    |   |   |    |     |    |
| 2ª                                  | 2011          | 14            | 3   | -  | -  | - | - | 14 | 3   |    |
| 2ª                                  | 2011-12       | 24            | 2   | -  | -  | - | - | 24 | 2   |    |
| 2ª                                  | 2013          | 12            | 0   | -  | -  | - | - | 12 | 0   |    |
| 2ª                                  | 2013-14       | 18            | 2   | 6  | 1  | - | - | 24 | 3   |    |
| 1ª                                  | 2014          | 1             | 0   | 6  | 0  | - | - | 7  | 0   |    |
| 2ª                                  | 2016          | 6             | 0   | 5  | 0  | - | - | 11 | 0   |    |
| Total club                          | Total club    | 75            | 7   | 17 | 1  | - | - | 92 | 8   |    |
| Alebrijes de Oaxaca · México        |               |               |     |    |    |   |   |    |     |    |
| 2ª                                  | 2015          | 12            | 1   | 2  | 0  | - | - | 14 | 1   |    |
| Total club                          | Total club    | 12            | 1   | 2  | 0  | - | - | 14 | 1   |    |
| Total carrera                       | Total carrera | Total carrera | 271 | 19 | 30 | 2 | - | -  | 301 | 21 |
| (1)Incluye datos de la Copa México. |               |               |     |    |    |   |   |    |     |    |

## Palmarés

### Campeonatos nacionales
| Título                     | Club                       | País   | Año  |
| -------------------------- | -------------------------- | ------ | ---- |
| Torneo Apertura Ascenso MX | Universidad de Guadalajara | México | 2013 |
| Campeón de Ascenso         | Universidad de Guadalajara | México | 2014 |
| Copa México                | Dorados de Sinaloa         | México | 2012 |